# 3. Jahrhundert v. Chr.
Portal Geschichte | Portal Biografien | Aktuelle Ereignisse | Jahreskalender | Tagesartikel

◄ |
2. Jt. v. Chr. |
1. Jahrtausend v. Chr. |  

◄ |
5. Jh. v. Chr. |
4. Jh. v. Chr. |
3. Jahrhundert v. Chr. |
2. Jh. v. Chr. |
1. Jh. v. Chr. |
► 

290er v. Chr. |
280er v. Chr. |
270er v. Chr. |
260er v. Chr. |
250er v. Chr. |
240er v. Chr. |
230er v. Chr. |
220er v. Chr. |
210er v. Chr. |
200er v. Chr.

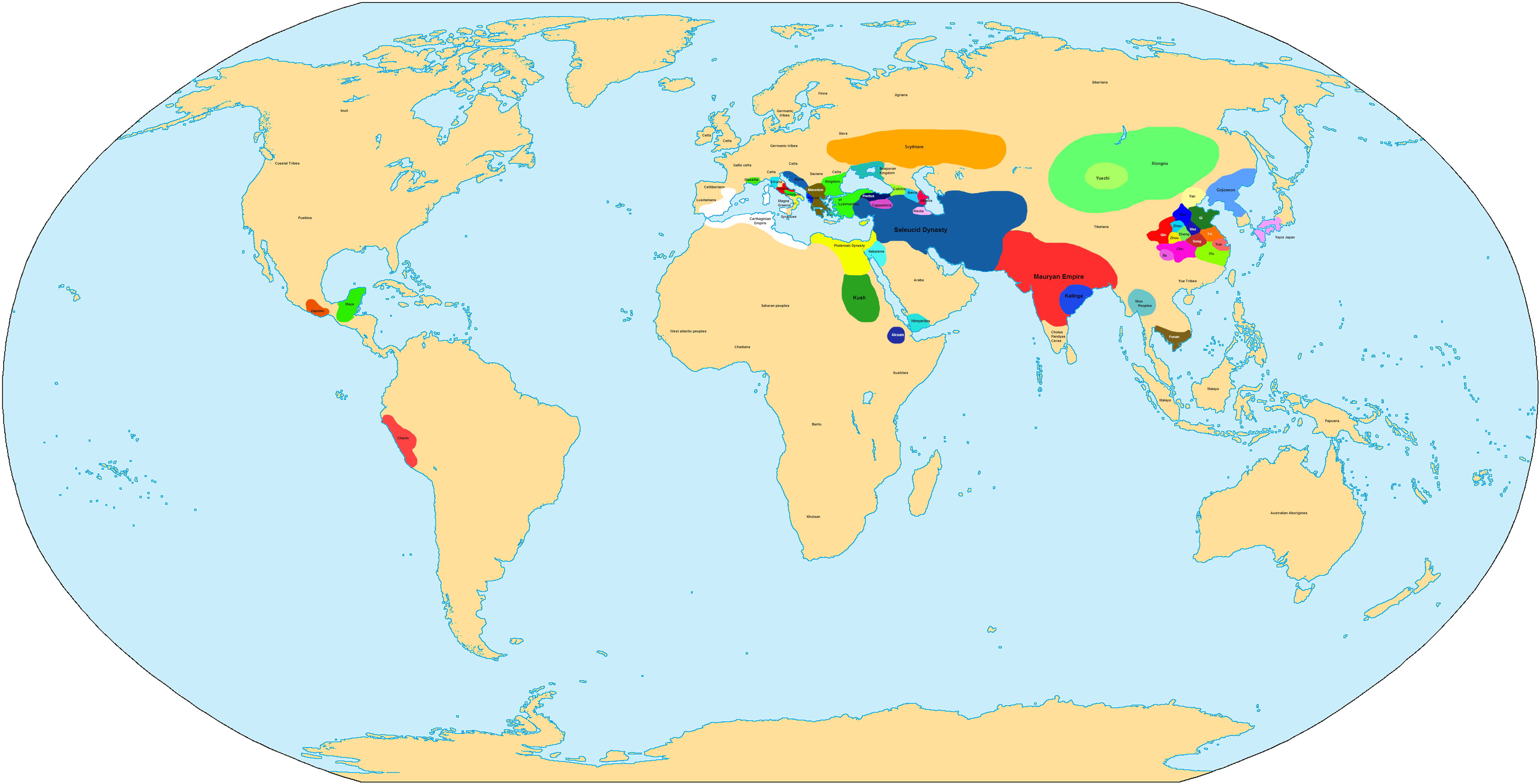
Globale territoriale Situation 300 v. Chr.

Das 3. Jahrhundert v. Chr. begann am 1. Januar 300 v. Chr. und endete am 31. Dezember 201 v. Chr.

## Zeitalter/Epoche
Antike, Zeit des Hellenismus
Während die Diadochen in Vorderasien weiter um das Erbe Alexanders des Großen kämpfen, erstarkt Rom zur Hegemonialmacht im Mittelmeerraum.
In China gelingt es dem Kaiser erstmals, die Einheit des Landes herzustellen.

## Ereignisse/Entwicklungen

### Europa
- Timaios von Tauromenion führt wahrscheinlich die älteste griechische Zeitrechnung ein, basierend auf den Olympiaden.
- Bordeaux wird als keltische Siedlung unter dem Namen Burdigala gegründet.
- 279 v. Chr.: Kelten dringen in Griechenland ein und plündern das Heiligtum von Delphi.
- 279 v. Chr.: König Pyrrhos I. von Epirus (318 v. Chr.–272 v. Chr.) siegt in der Schlacht bei Asculum (der sogenannte Pyrrhussieg).
- 273 v. Chr.: Erster Gesandtschaftsaustausch zwischen Alexandria und Rom
- 267 v. Chr.–261 v. Chr.: Chremonideischer Krieg; Niedergang der ptolemäischen Seeherrschaft in der Ägäis
- 264 v. Chr.–241 v. Chr.: Erster Punischer Krieg zwischen Rom und Karthago

Geopolitische Lage und Kräfteverhältnis im westlichen Mittelmeerraum nach dem Ersten Punischen Krieg

- 225 v. Chr.–222 v. Chr.: Rom kämpft gegen Kelten, Landgewinnung am Po.
- 218 v. Chr.–201 v. Chr.: Der Zweite Punische Krieg zwischen Römern und Karthago beginnt mit Hannibals Zug über die Alpen nach Italien.

### Asien und Afrika
- Die möglicherweise aus der Mandschurei stammenden, mongoliden Hsiung-nu lassen sich in der heutigen Mongolei als Reiter- und Viehzuchtnomaden nieder.
- 253 v. Chr.: In Pataliputra (heute Patna) findet unter der Schirmherrschaft des Königs Ashoka und dem Vorsitz des Mönchs Moggaliputta Tissa das dritte Konzil der buddhistischen Mönchsgemeinschaft statt.
- 221 v. Chr. eint Qin Shihuangdi rivalisierende Dynastien zum Kaiserreich China und wird damit erster Kaiser Chinas. Nach seinem Tod verfällt die Macht seiner Dynastie; China versinkt für kurze Zeit wieder im Bürgerkrieg. Der Beamte Liu Bang ruft sich 202 v. Chr. zum Kaiser aus und begründet die Han-Dynastie. Damit beginnt eine kulturelle und politische Blütezeit für China.

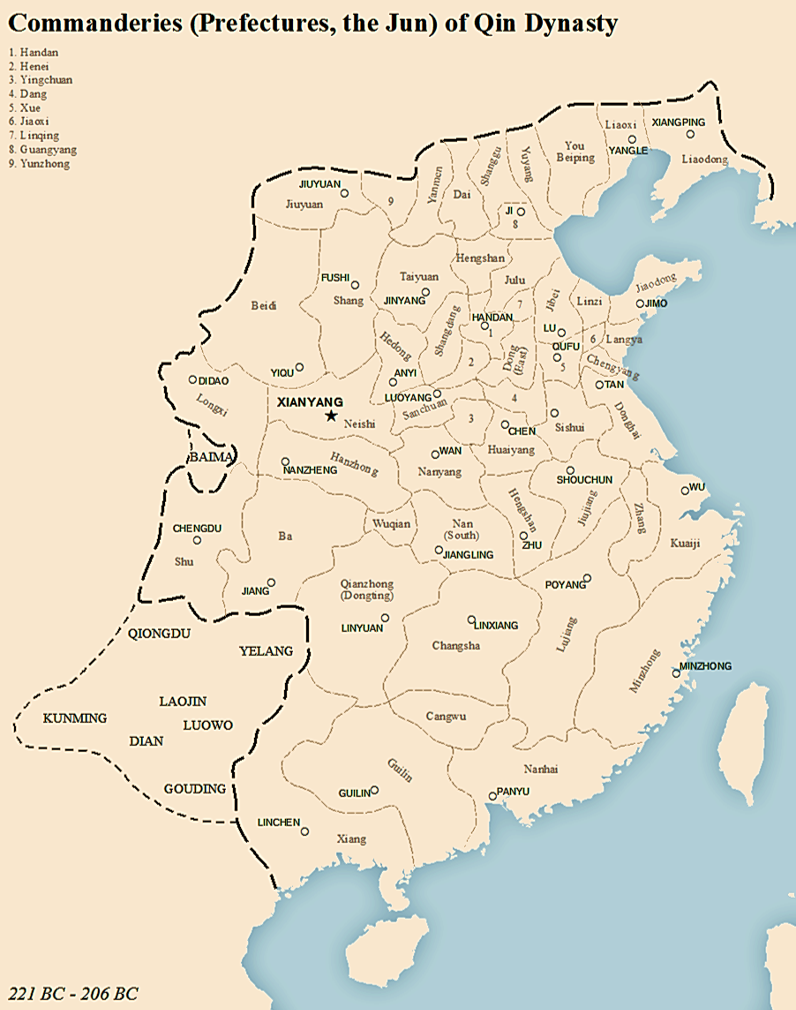
Karte der Qin-Dynastie und ihrer Verwaltungseinheiten

- 217 v. Chr.: Ptolemaios IV. besiegt mit Hilfe einheimischer Ägypter die Truppen des Seleukiden Antiochos III.

## Persönlichkeiten

### Geboren
- um 287 v. Chr.: Archimedes von Syrakus, bedeutender griechischer Mathematiker, Physiker und Ingenieur († 212 v. Chr.)
- um 276 v. Chr.: Eratosthenes von Kyrene, griechischer Universalgelehrter und Direktor der Bibliothek von Alexandria († 194 v. Chr.)
- um 262 v. Chr.: Apollonios von Perge, griechischer Mathematiker († um 190 v. Chr.)
- 259 v. Chr.: Qin Shihuangdi, Begründer des chinesischen Kaiserreichs und Errichter der chinesischen Mauer († 210 v. Chr.)
- 257 v. Chr.: Aristophanes von Byzanz, griechischer Philologe und Direktor der Bibliothek von Alexandria († 180 v. Chr.)
- um 247 v. Chr.: Hannibal, karthagischer Feldherr († 183 v. Chr.)
- 242 v. Chr.: Antiochos III., genannt Antiochos der Große, Herrscher des Seleukidenreiches († 187 v. Chr.)
- 236 v. Chr.: Scipio Africanus, römischer Feldherr und Staatsmann († 183 v. Chr.)
- 234 v. Chr.: Marcus Porcius Cato, genannt Cato der Ältere, römischer Feldherr, Historiker und Politiker († 149 v. Chr.)
- um 216 v. Chr.: Aristarchos von Samothrake, griechischer Historiker und Direktor der Bibliothek von Alexandria († 144 v. Chr.)

### Gestorben
- um 289 v. Chr.: Mengzi, chinesischer Philosoph (* um 370 v. Chr.)
- 272 v. Chr.: Pyrrhos I., König von Epirus (* um 318 v. Chr.)
- um 270 v. Chr.: Epikur, griechischer Philosoph (* um 341 v. Chr.)
- um 260 v. Chr.: Zenodotos von Ephesos, griechischer Philologe, erster Direktor der Bibliothek von Alexandria (* um 325 v. Chr.)
- um 240 v. Chr.: Kallimachos von Kyrene, griechischer Schriftsteller und Gelehrter (* um 305 v. Chr.)
- um 230 v. Chr.: Aristarchos von Samos, griechischer Astronom (* um 310 v. Chr.)
- 212 v. Chr.: Archimedes, griechischer Mathematiker, Physiker und Ingenieur (* um 287 v. Chr.)
- 211 v. Chr.: Publius Cornelius Scipio, römischer Feldherr und Staatsmann

## Erfindungen und Entdeckungen
- Der chinesische Kaiser Qin Shihuangdi beginnt den Bau der chinesischen Mauer.
- Der griechische Ingenieur Ktesibios entwickelt Federkatapulte, Kolbenspritzen, Wasseruhren mit Zahnradgetriebe und Wasserorgeln.
- um 250 v. Chr.: Eratosthenes bestimmt den Erdumfang.
- Errichtung des Koloss von Rhodos, einer Statue des Sonnengottes Helios an der Hafeneinfahrt von Rhodos, eines der sieben Weltwunder; wird 227 v. Chr. bei einem Erdbeben zerstört (nach anderen Angaben 226 v. Chr. oder 224 v. Chr.).
- Sostratos von Knidos erbaut den Leuchtturm von Pharos, eines der sieben Weltwunder (299 v. Chr.–279 v. Chr.).
- Archimedes von Syrakus stellt die Hebelgesetze auf, entwickelt den Flaschenzug, findet das Gesetz des hydrostatischen Auftriebs und formuliert den Begriff des spezifischen Gewichts.
- 221 v. Chr.–207 v. Chr.: In der Qin-Dynastie werden in China Maße und Gewichte vereinheitlicht.